# بريان أندرسون (لاعب كرة قاعدة)
بريان أندرسون (بالإنجليزية: Bryan Anderson)‏ هو لاعب كرة قاعدة أمريكي، ولد في 16 ديسمبر 1986 في ثاوزند أوكس في الولايات المتحدة.

## وصلات خارجية
- بريان أندرسون على موقع دوري كرة القاعدة الرئيسي (الإنجليزية)
- بريان أندرسون على موقعبيزبول رفرنس.كوم (الدوري الرئيسي) (الإنجليزية)
- بريان أندرسون على موقعبيزبول رفرنس.كوم (الدوري الثانوي) (الإنجليزية)
- بريان أندرسون على موقع مشجعي الرسوم البيانية (الإنجليزية)